# アクティブフィルタ

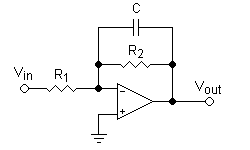
アクティブフィルタの一例（ローパスフィルタ）

アクティブフィルタ（Active Filter）とは能動素子を用いたフィルタ回路である。入力の電気信号から特定の周波数成分を含む信号を取り出すための回路である。
アクティブフィルタとは逆に、受動素子のみで構成されたフィルタ回路はパッシブフィルタ（Passive Filter）と呼ばれる。

## 概要
抵抗、コンデンサ、コイルを組み合わせたパッシブフィルタでは、得られる周波数特性に限りがある。また、増幅を行うことはできない。
そこで、抵抗素子、キャパシタ素子、増幅素子を組み合わせたフィルタ回路であるアクティブフィルタを用いることで、パッシブフィルタに無い特性を得ることができる。増幅素子として真空管、トランジスタ、演算増幅器（OPアンプ）が使える。実用上は演算増幅器を用いた回路が多い。

## 用途
- ハイパスフィルタ、ローパスフィルタ
- 帯域可変フィルタ（回路内に可変抵抗素子を設ける、スイッチト・キャパシタのクロック周波数を変化させるなどの方法がある）
- ノイズ除去
- チャタリング（スイッチの接触不良などによって起こる異常信号）除去
- 電源ハムの除去（50Hzまたは60Hzのみを強力に減衰する。パッシブフィルタではほぼ不可能）

## アクティブフィルタの種類
- 多重帰還形
- 制御電源形
- 電圧制御電圧源（Voltage Control,Voltage Source、VCVS）

## 特性
- バターワース特性
- ベッセル特性
- チェビシェフ特性
- エリプティック特性